# ماریو فیوریلو
ماریو فیوریلو (ایتالیایی: Mario Fiorillo؛ زادهٔ ۱۶ دسامبر ۱۹۶۲) بازیکن واترپلو اهل ایتالیا است.